# Icke misstänkt
Icke misstänkt är en amerikansk film från 1947 i regi av Michael Curtiz. Det är en filmatisering av boken The Unsuspected av Charlotte Armstrong.

## Handling
Victor Grandison arbetar som radiopratare där han leder ett program om brott. När hans sekreterare hittas död i hans hem är frågan vem som ligger bakom.

## Rollista
- Joan Caulfield - Matilda Frazier
- Claude Rains - Victor Grandison
- Audrey Totter - Althea Keane
- Constance Bennett - Jane Moynihan
- Hurd Hatfield - Oliver Keane
- Michael North - Steven Francis Howard
- Fred Clark - Richard Donovan
- Harry Lewis - Kent
- Jack Lambert - Mr. Press
- Nana Bryant - Mrs. White
- Walter Baldwin - domare Maynard